# Jehan Buhan

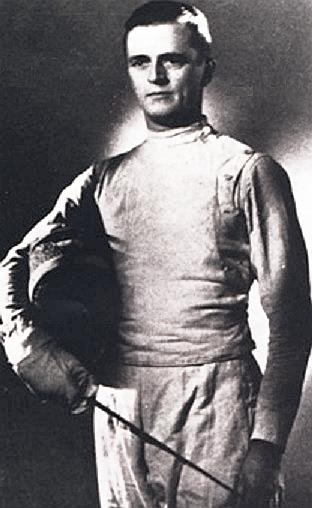
Foto de Jéhan de Buhan tirada em 1947.

Henri Jéhan Éric Joseph Marie de Buhan  (Bordeaux, 5 de abril de 1912 – Nîmes, 14 de setembro de 1999) foi um esgrimista francês, tricampeão olímpico.
Jehan Buhan representou seu país nos Jogos Olímpicos de Verão de 1948 e 1952. Conseguiu seis medalhas no florete, sendo quatro de ouro.